# Пустынский Свято-Успенский монастырь
Пустынский Свято-Успенский мужской монастырь (бел. Пусты́нскі Свята-Успе́нскі манасты́р) — мужской монастырь Могилёвской епархии Белорусского экзархата Русской православной церкви, расположенный в урочище Пустынки в 12 км от города Мстиславля, на границе со Смоленской областью.
Настоятель монастыря — архиепископ Могилёвский и Мстиславский Софроний (Ющук).

## История
Монастырь основан в 1380 году князем Лугвением Симеоном.
В 1563 году, во время Ливонской войны часть монахов была убита, часть вынуждена была бежать. До 1605 года монастырь пустовал, а после он стал униатским.
В 1801—1808 годы был построен каменный Успенский храм.
В 1839 году, при императоре Николае I, монастырь был возвращён Русской православной церкви. Позднее при монастыре была открыта школа.
В 1864 году был построен каменный храм Рождества Богородицы, а в 1865 году — Покровская церковь.
В конце XIX в была возведена многоярусная шатровая колокольня.
В 1918 году, вскоре после октябрьского переворота, монастырь был закрыт и разграблен большевиками.
В 1943 году, во время Великой Отечественной войны монастырь был взорван немцами.
В 2003 году начаты работы по восстановлению монастыря.
Во время восстановления игуменского корпуса на его стене был обнаружен образ Иисуса Христа, который считается нерукотворным.
Восстановлен храм над источником, колокольня. Храмы расположены в одну линию от колокольни к источнику, Успенский, Покровский, Рождества Богородицы.

## Настоятели
- Архимандрит Анатолий — по 20.10.1893;
- Игумен Елевферий — с 20.10.1893 по 20.09.1896;
- Иеромонах Симон — с 24.11.1905 по 20.03.1907;
- Архимандрит Афанасий — с 20.03.1907 по 20.08.1907;
- Иеромонах Антоний — с 03.12.1907 (и. о.)[4];
- Архимандрит Леонид (Скобеев) — 06.03.1909.—09.02.1910;
- Иеромонах Филипп — 09.02.1910 - 27.06.1913
- Игумен Елеазар (Подпоринов) — с 27.06.1913[5].